# Большой Знаменский переулок
Большо́й Зна́менский переу́лок (в 1939—1951 — Переулок Грицевец; в 1951—1993 — улица Грицевец и Грицевецкая улица) — улица в центре Москвы в районах Хамовники и Арбат между Волхонкой и Знаменкой.

## Происхождение названия
Старомосковское название, данное по церкви Знамения Пресвятой Богородицы, стоявшей на углу переулка и улицы Знаменка (построена в конце XVI века, снесена в 1931 году). Изначально назывался Малая Знаменская улица. Часть переулка (между Колымажным переулком и Волхонкой) некогда называлась Ржевским переулком по церкви Ржевской иконы Божьей Матери (построена в 1540 году, разрушена в 1929 году). В 1939—1985 годах — улица (до 1951 — переулок) Грицевец, до 1993 года — Грицевецкая улица — в память о лётчике-истребителе, участнике боёв в Испании и на Халхин-Голе, дважды Герое Советского Союза Сергее Ивановиче Грицевце (1909—1939). Исконное название возвращено в 1993 году.

## Описание
Большой Знаменский переулок начинается от Волхонки напротив Храма Христа Спасителя, проходит на северо-запад параллельно Гоголевскому бульвару, но вскоре поворачивает на северо-восток, пересекает Колымажный переулок и выходит на Знаменку напротив Крестовоздвиженского переулка. В целом переулок повторяет профиль Гоголевского бульвара, находящегося слева, а Малый Знаменский повторяет, в свою очередь, Г-образный профиль Большого по другую его сторону.

## Примечательные здания и сооружения

### По нечётной стороне
- № 3/4 — Городская усадьба князя И. М. Оболенского — И. И. Некрасова — Катуар, Александр Андреевич (XVIII—XIX вв. Дом главный (с палатами) 2-я пол. XVIII в., 1783 г., 1802 г., 1834 г., 1890-е гг., арх. Р. И. Клейн, Л. Н. Кекушев, 1903 г., (балкон) арх. И. П. Залесский).
- № 5 — убежище для бедных церкви Ржевской богоматери.
- № 13 — Дом постройки XIX века (левая часть построена после 1812, правая — в 1852 году). В доме жил композитор В. Я. Шебалин, у которого часто останавливался Д. Д. Шостакович. До 2007 года в здании располагалось отделение милиции № 60 (Хамовники). В 2009 году проведена реконструкция с приспособлением под жилье (жилой комплекс «Знаменские палаты»).
- № 15 — Здание построено в 1832 году, фасад получил свой современный вид в 1886 году. В 1845 году в доме жил литературный критик И. В. Киреевский. В 2009 году проведена реконструкция с приспособлением под жилье (жилой комплекс «Знаменские палаты»).
- № 17 — Дом Дениса Давыдова, построен после пожара 1812 года. C 1826 по 1830 год владельцем особняка был генерал Д. В. Давыдов.

### По чётной стороне
- № 2/16 (угол с Волхонкой) — бывшее здание 1-й Московской гимназии. Бывший дом городской усадьбы 1-й половины XVIII века, принадлежавшей Волконским, Ладыженским, В. С. Долгорукову, П. А. Румянцеву-Задунайскому, Ф. А. Лопухину. Перестроен в начале XIX века при участии М. Ф. Казакова для размещения гимназии. В советское время размещались: Коммунистический университет трудящихся Востока, Лесотехнический институт, прочие институты и учреждения, Министерство лесной промышленности[2]. Ансамбль — объект культурного наследия (строение 3 — главный дом и учебный корпус, строение 1 — служебный флигель, строение 4 — жилой флигелль с прачечной, строение 7 — жилой флигель с погребами).
- № 4 — жилой дом в стиле модерн, 1908 год, архитектор А. Ф. Мейснер. До 1774 года здесь находилась церковь Николы в Турыгине. Перед Октябрьской революцией в доме жил историк Ю. В. Готье, в 1930-х — композитор Ф. Ф. Кенеман[2]. В 1914—1938 годах здесь жила актриса Евдокия Урусова[3].
- № 8 — Дом ротмистра Н. Шаховского (показан на плане 1752 года); перестроен в 1909 году по проекту архитектора Л. Н. Кекушева). В начале XIX века домом владел прадед М. Ю. Лермонтова А. Е. Столыпин, затем князь и обер-прокурор Василий Хованский. В 1808 году дом достался семье Трубецких, с 1882 года домом владел С. И. Щукин[2]. В советское время дом являлся жилым; здесь жил драматург и киносценарист Александр Гладков[4]. В 1931—1935 годах в доме размещался музей В. И. Ленина. В настоящее время является резиденцией (рабочим кабинетом и апартаментами) Министра обороны РФ. Там же с 2016 года находится штаб Всероссийского военно-патриотического общественного движения «Юнармия».
- № 8/12, стр. 3,  ЦГФО — «Торговый дом И. В. Щукин и сыновья», жилой дом со складом (1896, архитектор Ф. Н. Кольбе), в 1924 году был реконструирован под жилой дом.